# کولاپام کولام
کولاپام کولام (به لاتین: Kullapam Kulam) یک منطقهٔ مسکونی در سری‌لانکا است که در استان شمالی (سری‌لانکا) واقع شده‌است.